# اس‌اسماهنو
اس‌اسماهنو (به انگلیسی: SS Maheno) یک کشتی بود که طول آن ۴۰۰ فوت (۱۲۰ متر) بود. این کشتی در سال ۱۹۰۵ ساخته شد.